# Средний (Пензенская область)
Средний — посёлок Нижнеломовского района Пензенской области. Входит в состав Голицынского сельсовета.

## География
Находится в северо-западной части Пензенской области на расстоянии приблизительно 13 км на восток-северо-восток по прямой от районного центра города Нижний Ломов.

## История
Основан между 1926 и 1930 годами. В 1939, 1955 годах — колхоз имени Кирова. В 2004 году — 13 хозяйств.

## Население
Численность населения: 338 человек (1930 год), 247 (1939), 163 (1959), 91 (1979), 42 (1989), 31 (1996). Население составляло 31 человек (русские 100 %) в 2002 году, 14 — в 2010.